# Art Drelinger
Abaham Arthur „Art“ Drelinger (auch Artie Drelinger, * 14. August 1915 in Worcester (Massachusetts); † 16. August 2001 in Delray Beach, Florida) war ein US-amerikanischer Jazz- und Unterhaltungsmusiker (Alt- und Tenorsaxophon, Klarinette, auch Flöte und Fagott).

## Leben und Wirken
Drelinger begann seine Karriere als Musiker mit 14 Jahren an der Ostküste, zunächst in Boston, dann in New York City, wo er zunächst bei Adrian Rollini auftrat; 1936 nahm er in Quartettbesetzung mit Artie Shaw, Frank Froeba und Bunny Berigan auf (Rhythm Makers Orchestra). 1937 spielte er im Orchester von Bunny Berigan, bei dessen Aufnahmen für RCA er mitwirkte (Solo auf „I’m an Old Cowhand“). Dann arbeitete er in den Big Bands von Benny Goodman (1938/39), Paul Whiteman (1939–41) und Wingy Manone.
Drelinger war 30 Jahre Mitglied im Studioorchester von CBS und war Studiomusiker in den Shows von Ed Sullivan und Carol Burnett. 1947 spielte er im Neal Hefti Orchester mit Charlie Parker („Repetition“ auf Charlie Parker with Strings), bei Axel Stordahl begleitete er Frank Sinatra („I Went Down to Virginia“), bei Will Bradley die Sängerin Anita O’Day („What Is This Thing Called Love“). Im selben Jahr spielte er mit Bob Haggart and His Band („Stand Still Stanley“, V-Disc). Außerdem nahm er im Joe Lippman Orchestra mit Billy Eckstine und Sarah Vaughan auf, 1951 mit Louis Armstrong („La vie en rose“) und Benny Goodman („King Porter Stomp“), schließlich mit Sy Oliver and His Orchestra, Carl Kress, Louis Armstrong/Ella Fitzgerald („The Frim Fram Sauce“, 1957) und mit Richard Maltby (Brilliant Big Band Ballads and Blues, 1960). Mitte der 1960er-Jahre spielte er bei Rusty Dedrick; dann arbeitete er in den Studios von Los Angeles. Erst mit 85 Jahren beendete er seine Karriere; zuletzt lebte er in Florida. Im Bereich des Jazz war er Tom Lord zufolge zwischen 1936 und 1965 nur an sieben Aufnahmesessions beteiligt.